# Phonotaenia schoutedeni
Phonotaenia schoutedeni är en skalbaggsart som beskrevs av Moser 1910. Phonotaenia schoutedeni ingår i släktet Phonotaenia och familjen Cetoniidae. Inga underarter finns listade i Catalogue of Life.